# Sacrosancta

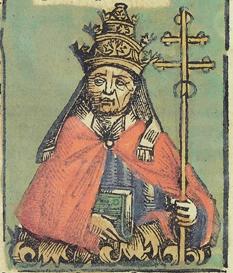
vzdoropapež Felix V.

Sacrosancta je dekret vydaný koncilem v Kostnici (1414–1418). Jedná se o důležitý dokument konciliarismu. Ustanovuje, že všeobecný koncil je nadřazen papeži, kterému je zakázáno koncil rozpustit, přeložit či odročit. Stane-li se tak, papež bude pokládán za heretika a může být tedy koncilem sesazen.
Na základě dekretu Sacrosancta byl heretikem prohlášen Evžen IV., který přeložil Basilejský koncil do Bologni, Ferrary a Florencie. Basilejská část koncilu novým papežem zvolila Felixe V. Začalo tak zatím poslední církevní schisma, v němž proti sobě stáli dva papežové a dva koncily.